# Clydonodozus xanthopterus
Clydonodozus xanthopterus är en tvåvingeart som beskrevs av Alexander 1938. Clydonodozus xanthopterus ingår i släktet Clydonodozus och familjen småharkrankar. Inga underarter finns listade i Catalogue of Life.